# 尼子狂児
尼子 狂児（あまこ きょうじ）は、日本の俳優。

## 出演作品

### テレビドラマ
- 太陽戦隊サンバルカン 第32話｢顔泥棒を逮捕せよ｣（テレビ朝日、1981年9月19日） - 警官 役

### 映画
- ダイナマイトどんどん（1978年） - 津上 役
- ヘリウッド - ビワノビッチ 役

### 舞台
- 倭人伝
- われ心情の翼にのりて
- 創生記
- 牙よ、ただ一撃の非情をいきよ
- 日輪
- 松浦今昔物語
- 命ででん傳
- 最後の淋しい猫
- 血は立ったまま眠っている
- タグボート
- ファインダーの中の戦場
- 炎の女
- 泡のエントロピー
- 青森県のせむし男

### ゲーム
- ぷよぷよCD（1994年4月22日、開発・コンパイル、販売・NECアベニュー、PCエンジン） - ミノタウロス 役